# Patauův syndrom
Patauův syndrom (trisomie 13) je genetické onemocnění vyvolané přítomností třetího chromozomu 13 v tělních buňkách. Syndrom se vyskytuje s frekvencí 1 : 5000 novorozenců. Místo obvyklých 46 chromozomů (uspořádaných ve 23 párech) jich jedinci s Patauovým syndromem mají 47 (22 párů a jednu trojici chromozomu 13). Projevuje se mikrocefalií (malá hlava), holoprozencefalií (vývojová vada, kdy nedochází k rozdělení mozku na dvě párové hemisféry), mikroftalmií (malé oči), popřípadě anoftalmií (chybění očí), kyklopií (přítomnost jediného, centrálně uloženého oka) nebo hypotelorismem (oči jsou velmi blízko u sebe), rozštěpem rtu a patra, mikrognacií (velmi malá dolní čelist) Na dlaních je jedna výrazná „opičí“ rýha, bývá polydaktylie (přítomnost nadpočetného prstu), chodidla jsou ve tvaru „houpacího křesla“. Dále bývá kryptorchismus (nesestouplá varlata) a srdeční vada. Průměrná doba přežití činí asi 2 měsíce, 50 % pacientů umírá během prvního měsíce života.